# Smile (canção de Scarface)
"Smile" foi o primeiro single do quarto álbum do rapper Scarface, The Untouchable. Foi produzido por Scarface, Mike Dean e Tone Capone, e apresenta uma aparição póstuma do rapper Tupac Shakur, assim como o cantor de R&B Johnny P. "Smile" foi um enorme sucesso, se tornando o single mais bem sucedido de Scarface e o que pontuou mais alto, chegando a 12ª posição na Billboard Hot 100. Em 8 de Agosto de 1997, a RIAA certificou "Smile" como Single de ouro, fazendo de "Smile" o único single de Scarface e ganhar uma certificação.

## Lista de faixas do single

### Lado-A
1. "Smile" (Album Version Clean)- 5:23
2. "Smile" (Instrumental)- 4:47
3. "Smile" (Acappella)

### Lado-B
1. "Untouchable" (Radio Edit)- 3:38
2. "Untouchable" (Instrumental)- 3:59

## Paradas
| Parada             | Posição |
| ------------------ | ------- |
| Billboard Hot 100  | # 12    |
| U.S. R&B / Hip-Hop | # 4     |
| Hot Rap Singles    | # 2     |
| Rhythmic Top 40    | # 31    |